# Воспоминания (фильм, 2013)
«Воспоминания» — короткометражный музыкальный фильм ужасов режиссёра Анатолия Пасичника.

## Сюжет
Фильм рассказывает о нескольких неупокоенных душах, которые каждую ночь восстают из своих могил и терзаются воспоминаниями.

## В ролях
| Актёр             | Роль    |
| ----------------- | ------- |
| Евгений Духнов    | Зомби 1 |
| Дмитрий Старченко | Зомби 2 |
| Владимир Архипов  | Зомби 3 |
| Дмитрий Пасичник  | Зомби 4 |
| Ольга Ширяева     | Девушка |

## Интересные факты
- Фильм снят группой друзей и энтузиастов на любительскую видеокамеру.

- Фильм снят за 3 дня.

- Бюджет фильма составил 500 долл.

- Ни один из участников проекта не имел никакого образования в киноиндустрии и актёрского мастерства.

- Для съемок фильма все оборудование (операторский кран 4 метра, опера́торская тележка (англ. Dólly), рельсы) были изготовлены лично режиссёром.

- Специально для фильма на подходящей поляне была вырыта «бутафорская» могила и установлен крест. Но перед каждым днем съемок декорацию приходилось восстанавливать, поскольку суеверные жители местной деревни каждую ночь разрушали могилу.

- На самом деле рука, которая вылезает из могилы принадлежит не «гитаристу», а Владимиру Архипову. Изначально он должен был быть помощником съемочной группы, но Владимир опоздал в первый съемочный день больше чем на час и режиссёр принял решение поместить в могилу именно его, а не «гитариста».

- Во время съемок сцен смерти использовалась настоящая человеческая кровь. Её удалось достать у врачей в местной больнице на складе крови с оконченным сроком годности.

- Во время съемок творилось множество странных вещей: оборудование постоянно выходило из строя, колеса у машины лопались, а с участниками съемок происходили различные несчастные случаи. Из-за чего пару человек из съемочной команды отказывались от дальнейшего участия в проекте, но режиссёр их переубедил и фильм был завершен. После окончания съемок больше «странностей» не происходило.

- За сутки до начала съемок исполнитель роли «гитариста» упал со второго этажа и получил травму лица (крыша гаража провалилась, он упал вниз и большая часть барахла с крыши свалилось на него). Все подумали, что раны на лице очень даже кстати, тем самым это выглядело даже лучше, чем грим.

- В съемках принимали участие друзья и родственники Анатолия Пасичника ради развлечения, но увидев конечный результат на большом экране, все были настолько поражены, что вызвались помочь режиссёру с его следующим проектом полнометражным фильмом «Долгая дорога домой»[1].

## Доступность на YouTube
Фильм имеется в свободном доступе на YouTube.